# Paul Römhild (Politiker)
Paul Römhild (* 1. Juni 1885 in Coburg; † 24. Juni 1953 in Hildesheim) war ein deutscher Politiker (CDU), Mitglied des Ernannten Niedersächsischen Landtages und Mitglied des Ernannten Hannoverschen Landtages.
Paul Römhild war Fabrikant von Fleischwaren.
Vom 23. August 1946 bis 29. Oktober 1946 war er Mitglied des ernannten Hannoverschen Landtages und vom 9. Dezember 1946 bis 28. März 1947 Mitglied des ernannten Niedersächsischen Landtages.